# Biharia (Fehér megye)
Biharia románul: Biharia, falu Romániában, Erdélyben, Fehér megyében.

## Fekvése
Felsőgirda mellett fekvő település.

## Története
Biharia korábban Felsőgirda része volt. Különvált Dealu Frumos, Plai, Scoarţa, Snide, Sucești és Haiduceşti; ez utóbbi később Plai része lett.
1956-ban 169 lakosa volt. 1966-ban 146, 1977-ben 141, 1992-ben 124, a 2002-es népszámláláskor 113 román lakosa volt.